# Скриптиране от страна на клиента
С това често се има предвид клас на програмиране, които се използват от страна на клиента, а не на сървъра. Те са важна част от динамично HTML, защото позволява промяна в съдържанието на сайта чрез въвеждания от потребителя.
Често се използва с HTML или XHTML документи но може и да имат собствен фаил. Документите се пращат на потребителя (компютър) с инструкции как да се използват. По този начин се намалява необходимата за изпращане информация между сърварите.
Чрез наблюдаване на файла може да се засече неговия код.
В контраст другия вид информацията се изработва изцяло от сървъра.
Такъв вид програмиране поставя клиента под по-голяма опасност.
Много страници използват скриптиране от страна на клиента във видове с които потребителят не вижда информацията, но двата сървъра обменят информация.
Често се използва в аугментраното браузване, което дава повече свобода на потребителя.